# Ben Williamson (Fußballspieler, 2001)
Ben Williamson (* 7. August 2001 in Blairhall) ist ein schottischer Fußballspieler, der bei Hamilton Academical unter Vertrag steht.

## Karriere

### Verein
Ben Williamson unterschrieb im Januar 2020 einen Vertrag als Profi bei seinem Jugendverein Glasgow Rangers. Ein Jahr später wurde der Mittelfeldspieler ab Januar 2021 für sechs Monate an den schottischen Zweitligisten FC Arbroath verliehen. In 17 Ligaspielen gelang ihm ein Tor gegen Ayr United. Nachdem Williamson seinen Vertrag bei den Rangers verlängert hatte, folgte ab Juli 2021 eine Leihe innerhalb der Premiership zum FC Livingston. Nachdem er bis in den Oktober noch zum Einsatz gekommen war, blieb er nach einer Roten Karte im Spiel gegen Dundee United ohne weitere Berücksichtigung unter Trainer David Martindale. Im Januar 2022 wurde die Leihe vorzeitig beendet. Williamson direkt weiter an den Zweitligisten Raith Rovers verliehen. Später ging es für ihn als Leihspieler weiter zum FC Dundee und Partick Thistle.
Im Januar 2024 wechselte Williamson zum schottischen Drittligisten Hamilton Academical.

### Nationalmannschaft
Ben Williamson debütierte im Jahr 2021 in der schottischen U21-Nationalmannschaft. Sein erstes Spiel absolvierte er im September 2021 gegen die Türkei.